# Iñaki Muñoz
Iñaki Muñoz Oroz (Pamplona, 2 de julio de 1978) es un exfutbolista español, que jugaba de centrocampista. Ha jugado en Primera División en 150 ocasiones con Osasuna y Athletic Club.

## Trayectoria
Jugó desde joven en las categorías inferiores de Osasuna hasta que en el año 1999 pasó a formar parte del primer equipo. Debutó en la Segunda división en la temporada 1999-00. Un año después, en la temporada 2000-01, fue cedido al Toledo de Segunda división B, donde jugó 32 partidos y marcó 3 goles. Después de haberse ganado el puesto merecidamente, retornó a Osasuna, donde jugó las siguientes 6 temporadas en la Primera división.
En el verano del 2007 llegó libre al Athletic Club, donde firmó un contrato por tres temporadas. Al finalizar la temporada 2009-10, terminó su contrato con el Athletic habiendo jugado muy pocos partidos. Fichó por el F.C. Cartagena, equipo de Segunda división, donde buscó el ascenso a Primera. La temporada 2011-12 jugó en la U.D. Salamanca. En 2012 fichó por el C.D. Laudio de la Tercera División y, en el mercado de invierno de 2013, se incorporó al C.D. Izarra de Estella para intentar mantener al equipo en Segunda División B.
Al finalizar la temporada 2012/13, se retiró de la práctica del fútbol como profesional.

## Selección autonómica
Ha disputado tres encuentros internacionales amistosos con la selección de Navarra y otros tres con la Euskal Selekzioa.

## Clubes
| Club           | País   | Año       |
| -------------- | ------ | --------- |
| Osasuna B      | España | 1997-1999 |
| Osasuna        | España | 1999-2000 |
| Toledo         | España | 2000-2001 |
| Osasuna        | España | 2001-2007 |
| Athletic Club  | España | 2007-2010 |
| F.C. Cartagena | España | 2010-2011 |
| UD Salamanca   | España | 2011-2012 |
| Laudio         | España | 2012      |
| C.D. Izarra    | España | 2013      |